# Iikura Hiroki
Iikura Hiroki(tiếng Nhật: 飯倉 大樹, sinh ngày 1 tháng 6 năm 1986 ở Aomori, Nhật Bản) là một cầu thủ bóng đá người Nhật Bản hiện tại thi đấu cho Yokohama F. Marinos.

## Thống kê sự nghiệp câu lạc bộ
Cập nhật đến ngày 2 tháng 1 năm 2018.
| Thành tích câu lạc bộ | Thành tích câu lạc bộ | Thành tích câu lạc bộ | Giải vô địch | Giải vô địch | Cúp                   | Cúp                   | Cúp Liên đoàn | Cúp Liên đoàn | Tổng cộng | Tổng cộng |
| Mùa giải              | Câu lạc bộ            | Giải vô địch          | Số trận      | Bàn thắng    | Số trận               | Bàn thắng             | Số trận       | Bàn thắng     | Số trận   | Bàn thắng |
| Nhật Bản              | Nhật Bản              | Nhật Bản              | Giải vô địch | Giải vô địch | Cúp Hoàng đế Nhật Bản | Cúp Hoàng đế Nhật Bản | Cúp Liên đoàn | Cúp Liên đoàn | Tổng cộng | Tổng cộng |
| --------------------- | --------------------- | --------------------- | ------------ | ------------ | --------------------- | --------------------- | ------------- | ------------- | --------- | --------- |
| 2005                  | Yokohama F. Marinos   | J1                    | 0            | 0            | 0                     | 0                     | 0             | 0             | 0         | 0         |
| Tổng cộng             | Tổng cộng             | Tổng cộng             | 0            | 0            | 0                     | 0                     | 0             | 0             | 0         | 0         |
| 2006                  | Rosso Kumamoto        | JFL                   | 26           | 0            | 2                     | 0                     | -             | -             | 28        | 0         |
| Tổng cộng             | Tổng cộng             | Tổng cộng             | 26           | 0            | 2                     | 0                     | -             | -             | 28        | 0         |
| 2007                  | Yokohama F. Marinos   | J1                    | 1            | 0            | 0                     | 0                     | 0             | 0             | 1         | 0         |
| 2008                  | Yokohama F. Marinos   | J1                    | 0            | 0            | 0                     | 0                     | 0             | 0             | 0         | 0         |
| 2009                  | Yokohama F. Marinos   | J1                    | 19           | 0            | 2                     | 0                     | 6             | 0             | 27        | 0         |
| 2010                  | Yokohama F. Marinos   | J1                    | 34           | 0            | 2                     | 0                     | 5             | 0             | 41        | 0         |
| 2011                  | Yokohama F. Marinos   | J1                    | 33           | 0            | 4                     | 0                     | 5             | 0             | 42        | 0         |
| 2012                  | Yokohama F. Marinos   | J1                    | 28           | 0            | 3                     | 0                     | 5             | 0             | 36        | 0         |
| 2013                  | Yokohama F. Marinos   | J1                    | 0            | 0            | 0                     | 0                     | 0             | 0             | 0         | 0         |
| 2014                  | Yokohama F. Marinos   | J1                    | 0            | 0            | 0                     | 0                     | 0             | 0             | 0         | 0         |
| 2015                  | Yokohama F. Marinos   | J1                    | 25           | 0            | 3                     | 0                     | 2             | 0             | 30        | 0         |
| 2016                  | Yokohama F. Marinos   | J1                    | 12           | 0            | 2                     | 0                     | 0             | 0             | 14        | 0         |
| 2017                  | Yokohama F. Marinos   | J1                    | 34           | 0            | 4                     | 0                     | 0             | 0             | 38        | 0         |
| 2018                  | Yokohama F. Marinos   | J1                    | 0            | 0            | 0                     | 0                     | 0             | 0             | 0         | 0         |
| Tổng cộng             | Tổng cộng             | Tổng cộng             | 186          | 0            | 20                    | 0                     | 23            | 0             | 229       | 0         |
| Tổng cộng sự nghiệp   | Tổng cộng sự nghiệp   | Tổng cộng sự nghiệp   | 212          | 0            | 22                    | 0                     | 23            | 0             | 257       | 0         |